# کلیسای آشوریان قزوین
کلیسای آسوریان نام کلیسایی در شهر قزوین می‌باشد. این کلیسا برای مراسم مذهبی آسوری کلده‌ای‌های مهاجری که در قزوین سکونت داشتند به سال ۱۹۱۵ میلادی توسط ماریو حنا پایه‌گذاری شده و تا اکنون بر جا مانده‌است. آسوریان قزوین علاوه بر این کلیسا مدرسه مستقلی نیز داشته‌اند.

## نگارخانه

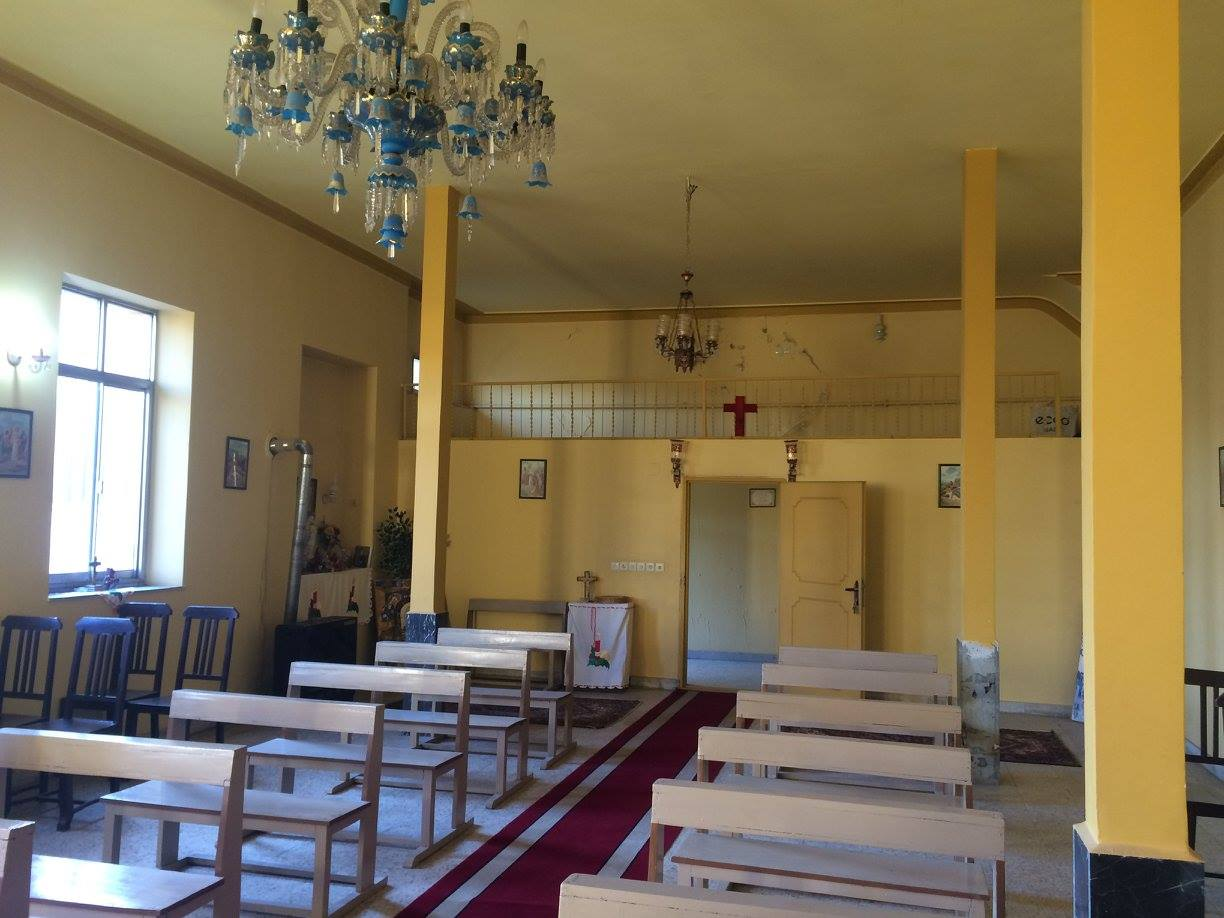
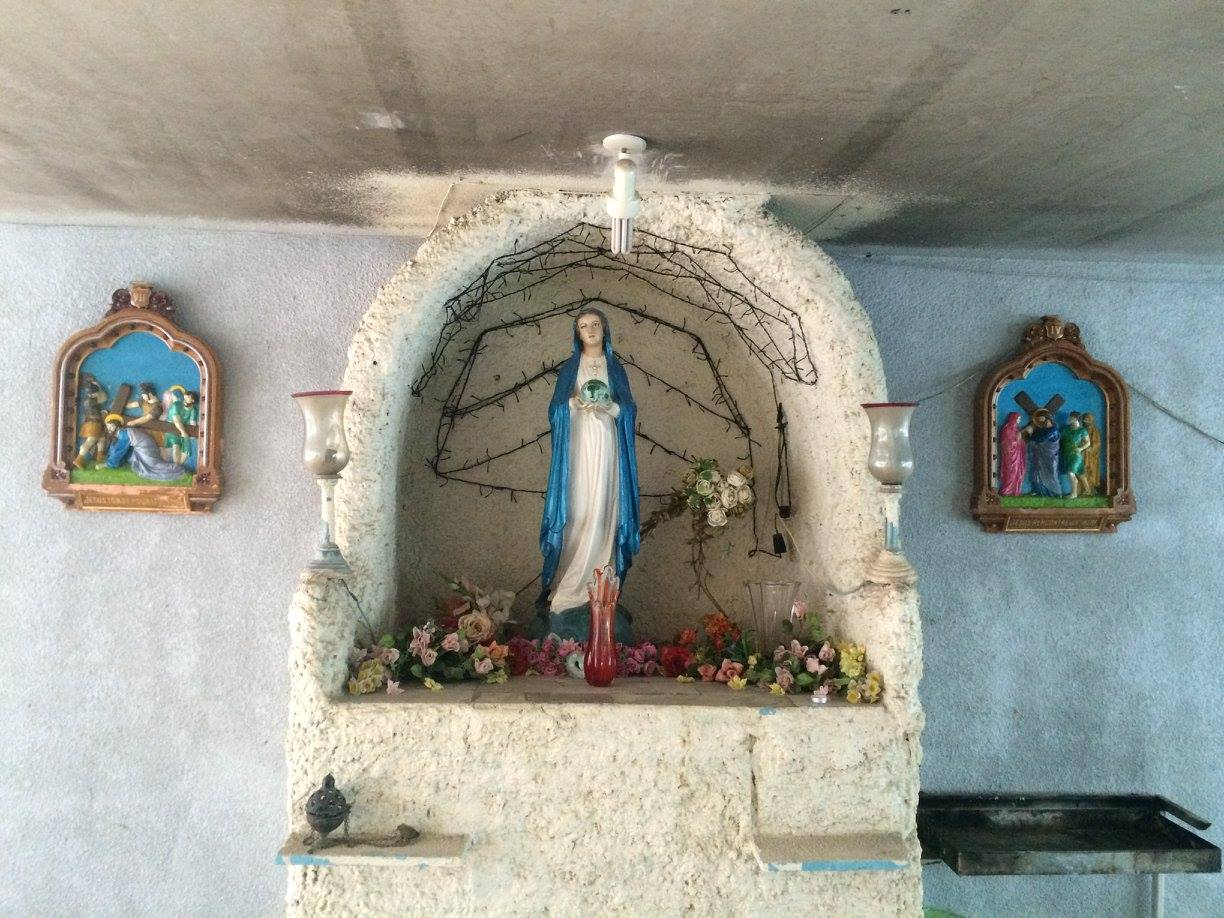
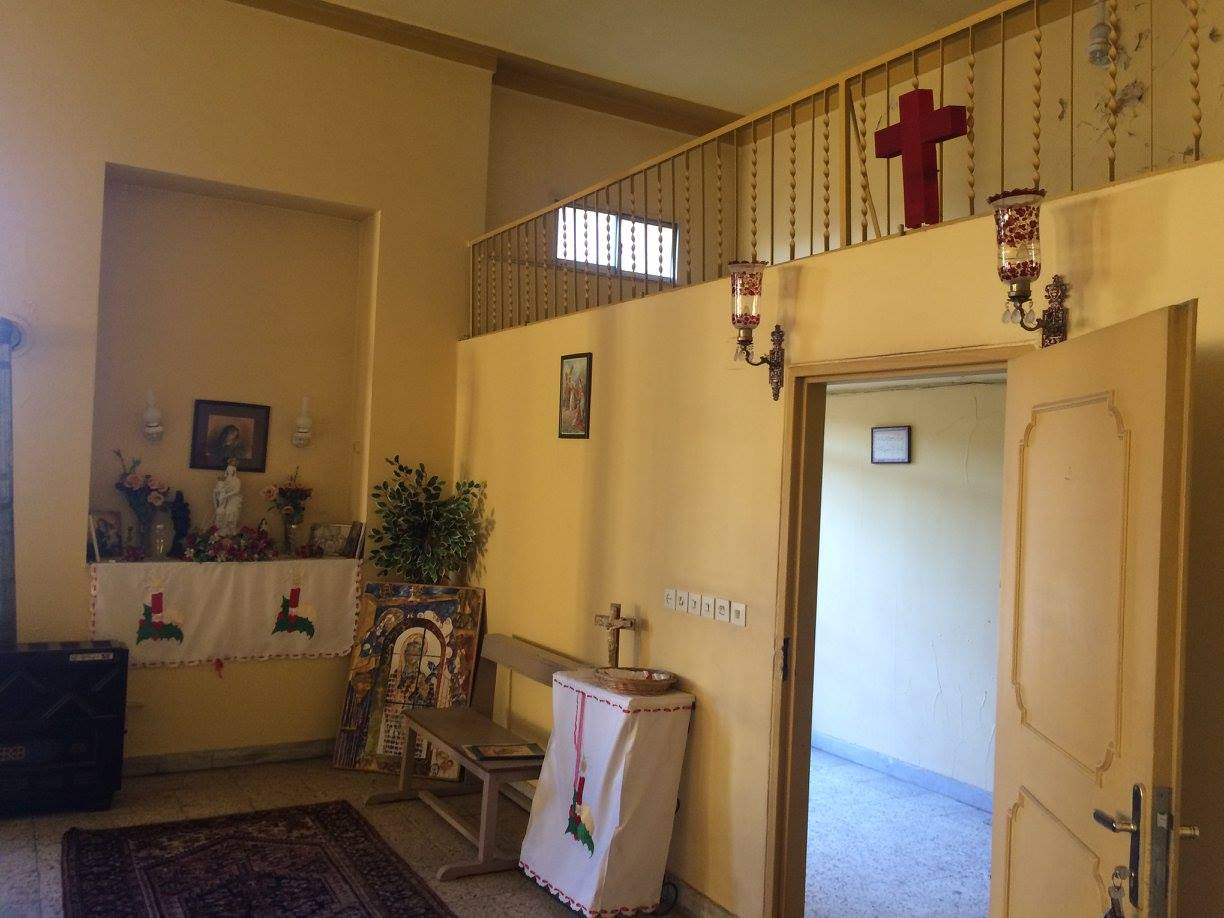